# Yosemite Valley (Kalifornija)
Yosemite Valley je naseljeno područje za statističke svrhe u američkoj saveznoj državi Kalifornija. Prema popisu stanovništva iz 2010. u njemu je živjelo 1.035 stanovnika.